# Parepilysta wiedenfeldi
Parepilysta wiedenfeldi là một loài bọ cánh cứng trong họ Cerambycidae.